# Garnier de Naplouse
Pour les articles homonymes, voir Garnier.
Garnier de Naplouse (aussi connu sous le nom de « Garnier de Syrie ») est le 10e supérieur de L'Hospital de l'ordre de Saint-Jean de Jérusalem de 1190 à 1192. C'est sous son magistère que la maison cheftaine de l'Ordre est transférée de Tyr à Saint-Jean-d'Acre.

## Biographie
Son nom pourrait le rattacher à une famille bien attestée installée à Naplouse, mais il pourrait aussi être d'origine anglaise car il a été prieur de la langue d'Angleterre, charge normalement confiée à une personne originaire de la langue.
Il fut châtelain de Gibelin de 1173 à 1175 puis grand précepteur de L'Hospital à deux reprises, de 1176 à 1177 et de 1180 à 1184. Il fut investi ensuite, le 10 avril 1185, des fonctions de prieur de la langue d'Angleterre jusqu'en 1189, fonction qu'il cumule en 1189 avec la charge de grand commandeur de l'Hospital.
Bien qu'il fût percé de coups à la funeste bataille de Hattin en 1187, qui décida du sort de Jérusalem, Garnier de Naplouse parvint toutefois à gagner la ville d'Ascalon et s'y rétablit de ses blessures.
Il prit la succession de Hermangard d'Asp pour devenir grand maître des Hospitaliers à une date qui ne nous est pas connue, généralement considérée entre juillet 1189 et le 25 mars 1190. Il est à Paris du mois de Juillet 1189 au 24 mars 1190 attendant le roi d'Angleterre, Richard Cœur de Lion. Il embarqua à Marseille dans l'été 1190 pour Messine, il arriva le 23 septembre où il retrouva Philippe Auguste arrivé de Gênes depuis le 16 septembre. Un document daté du 8 octobre 1190 à Messine confirme la présence des deux rois, du grand maître hospitalier et de celui des Templiers.

## La troisième croisade
Garnier partit le 10 avril 1191 de Messine, avec la flotte de Richard, qui mouillait ensuite le 1er mai dans le golfe de Satalie. Richard débarqua à Chypre le 6 mai pour venger les équipages de trois navires anglais jetés à la côte par la tempête qu'Isaac Doukas Comnène, seigneur de l'ile, avait attaqués. Richard soumit l'ile le 11 mai malgré la médiation de Garnier qui se vit confier la charge du prisonnier. Ils reprirent la mer le 5 juin, coulèrent un bateau sarrasin qui allait ravitailler Acre, le 7, en vue de Margat, forteresse appartenant aux Hospitaliers et arrivèrent le 8 à Acre sous les acclamations des assaillants. Ils y retrouvèrent le roi de France qui conduisait le siège. Les assiégeants finirent par avoir le dessus et, sous les yeux impuissants de Saladin, les assiégés capitulèrent le 12 juillet 1191.
Philippe Auguste quitte la Terre sainte le 31 juillet 1191. Le 22 aout 1191, Richard quitte Acre en direction de Caïffa, les Templiers formaient l'avant-garde, les chevaliers bretons et angevins le premier groupe, le deuxième c'était les croisés poitevins sous les ordres de Guy de Lusignan, le troisième les Normands et les Anglais et à l'arrière-garde, les Hospitaliers. Les gens de pied étaient à l'aile gauche et sur les arrières, à l'aile droite le convoi entre les troupes et la mer. Le roi d'Angleterre avec une troupe d'élite était prêt à intervenir là où cela serait utile. Ils subirent une attaque le 7 septembre arrivés aux jardins d'Arsouf et eurent la victoire relativement facilement forçant Saladin à la retraite.
Cette victoire ouvre la route de Jaffa détruite par Saladin. Mais Richard ne pousse pas son avantage jusqu'à Ascalon mais passe l’automne à négocier avec Saladin. Il se leurre à vouloir marier sa propre sœur, Jeanne, la veuve de Guillame II, roi de Sicile, avec Al-Adel, frère de Saladin. Mais pendant ce temps, Saladin, se retire vers Jérusalem laissant les croisés reprendre, entre le 15 novembre et le 8 décembre 1191, Lydda, Ramleh et le casal des Bains. Après une attaque manquée contre Jérusalem les troupes revinrent à Ascalon pour remonter les fortifications et y passer l'hiver.
Garnier est mentionné pour la dernière fois à propos de l'engagement de Betenoble le 12 juin 1192, au cours duquel il punit un frère de Ordre de Saint-Jean de Jérusalem, Robert de Bruges, pour avoir attaqué l'ennemi sans son ordre.
Garnier de Naplouse mourut durant la seconde moitié de l'année 1192, probablement le 31 août. La première mention de son successeur est de janvier 1193.

## Sources bibliographiques
- Jochen Burgtorf article « Garnier de Naplouse » in Nicole Bériou (dir. et rédacteur), Philippe Josserand (dir.) et al. (préf. Anthony Luttrel & Alain Demurger), Prier et combattre : Dictionnaire européen des ordres militaires au Moyen Âge, Fayard, 2009, 1029 p. (ISBN 978-2-2136-2720-5, présentation en ligne)
- Joseph Delaville Le Roulx, Les hospitaliers en terre sainte et à Chypre 1100 à 1310, Paris, Ernest Leroux, 1904
- Bertrand Galimard Flavigny, Histoire de l'ordre de Malte, Paris, Perrin, 2006